# Xiphorhynchus flavigaster
Xiphorhynchus flavigaster là một loài chim trong họ Furnariidae.